# Стрелок (охрана)
Стрело́к (охрана) — должность рядового состава в военизированной охране. В Российской Федерации первичная рабочая профессия в ведомственной охране и ФГУП «Охрана» Росгвардии. В зависимости от места работы и трудовых обязанностей, стрелок мог иметь 2 — 4 тарифные разряды. В «Общероссийский классификатор занятий» ОК 010-2014 (МСКЗ-08, ОКЗ-2014) профессия «стрелок» уже отсутствует, хотя в предыдущих ОК 010-93 (ОКЗ-93 — перечислялся в базовой группе 5169: «Другие работники служб, осуществляющих защиту граждан и собственности, не учтенные в предыдущих группах») и ОКПДТР (код 18885).

## История термина

### Стрелок Особого Вооруженного Отряда Охраны Путей Сообщения (1923—1928)

Изображение вооруженного стрелка на знаке «Отличник военизированной охраны МПС»

Должность «стрелок» была введена с декабря 1923 года в Особых Вооруженных Отрядах (ОВО), относящихся к подразделениям военизированной охраны Охраны Путей Сообщения НКПС СССР и выполняющих главным образом охрану объектов железнодорожного транспорта, имеющих государственное значение. Личный состав ОВО руководствовался положениями и уставами, действующими в РККА. Ранее должность всех рядовых работников охраны называлась «агент». В 1928 году Охрана Путей Сообщения была преобразована в Стрелковую Охрану Путей Сообщения НКПС СССР, соответственно стрелки ОВО были переведены в стрелки ведомственной военизированной охраны.

### Стрелок ведомственной военизированной охраны (с 1927)
В Положении о военизированной охране промышленных предприятий и госсооружений, принятом СНК СССР 12 мая 1927 года, была установлена должность «стрелок» для рядового состава подразделений военизированной охраны, которая отражала особое положение лиц, относящихся по своему статусу к милитаризованным работникам, приравненным по своим правам и обязанностям к военнослужащим (с учётом специфики деятельности). Соответственно, подразделения вооруженной охраны получили название «стрелковая команда».
На должность стрелка принимались лица, главным образом, из числа находящихся в запасе красноармейцев, краснофлотцев и младшего начальствующего состава. Они должны были уметь читать и писать, не иметь судимости, не состоять под судом и следствием, не быть лишенными гражданских прав и по состоянию здоровья удовлетворять требованиям стрелковой службы РККА. Принятые на службу обязались прослужить не менее 2 лет, о чём давали письменное обязательство. Жалование стрелкам выплачивали от 85 до 95 рублей в зависимости от пояса (данные на 1931 г.).
Стрелки обязались выполнять требования ведомственных документов, а также соблюдать дисциплину и порядок согласно уставам РККА (внутренней службы, гарнизонному и дисциплинарному), за некоторыми изъятиями, обусловленными специфическими особенностями службы того или иного вида военизированной охраны. На них распространялись льготы для военнослужащих, состоящих в рядах РККА, а также подсудность военным трибуналам.
В 1990 году (СССР) квалификационные требования к стрелкам военизированной охраны были следующие:

Должностные обязанности: Несет службу по охране социалистической собственности на вверенном ему стационарном или обходном посту. Задерживает лиц, посягающих на охраняемый объект, социалистическую собственность и нарушающих антиалкогольное законодательство, сообщает об этом в караульное помещение или орган внутренних дел. Содержит в исправном состоянии вверенное ему оружие и боеприпасы, должен уметь пользоваться им в экстремальных условиях, выполнять учебные стрельбы не ниже чем на «хорошо». Своевременно принимает под охрану от материально ответственных лиц объекты, складские и другие помещения с материальными ценностями, входящие в зону поста. Контролирует работу приборов охранной и охранно-пожарной сигнализации, установленных на объектах, выявляет причины их срабатывания, сообщает в караульное помещение, обеспечивает охрану народного добра. Наблюдает за службой караульных собак, выставленных в зоне поста (маршрута).

В военизированной охране Белоруссии, Узбекистана профессия «стрелок» сохранилась.

### Стрелок военизированной охраны ГУЛАГа (ОГПУ-НКВД-МВД) в СССР (1930—1956)
Должность «стрелок» в военизированной охране ГУЛАГа была названа по аналогии с применяемой в ведомственной военизированной охране.
Задачами стрелков были:
- охрана заключенных, находящихся в лагерях, участках (пунктах) и на производстве;
- охрана готовых сооружений, складов общего назначения и основных баз с материальными ценностями;
- конвоирование заключенных на производство и другие участки лагеря и охрана их на месте работы;
- конвоирование заключенных за пределы лагеря;
- борьба с побегами и розыск бежавших заключенных;
- подавление групповых выступлений и неповиновение заключенных.

Кроме того, решением советского Правительства в мае 1951 г. на стрелков были возложены дополнительные задачи:
- охрана особо опасных преступников, содержащихся в особых лагерях МВД, конвоирование их на производство и охрана на месте работы;
- охрана лагерей с осужденными военными преступниками из числа бывших военнопленных, конвоирование их на производство и охрана на месте работы[26].

В 1939 году один из чиновников ГУЛАГа заявил, что «в охрану набирались люди не то, что второго сорта, а последнего, четвертого сорта». В 1945 году Василий Чернышов — заместитель наркома внутренних дел СССР, курировавший ГУЛАГ, — разослал всем начальникам лагерей и региональным руководителям НКВД почтограмму, выражавшую недовольство по поводу вопиющих недостатков в работе военизированной охраны ИТЛ, в которой «участились случаи нарушений революционной законности, самоубийств, дезертирств, утери и хищения оружия, пьянства и других аморальных проявлений». В 1931 году в одном из пунктов при медицинском обследовании оказалось, что девяносто процентов охраны больны гонореей в острой форме, а десять процентов в хронической.
Интересно, что в военизированной охране ГУЛАГа, в ряде лагерей, использовались в качестве стрелков зарекомендовавшие себя заключённые (бывшие сотрудники ОГПУ-НКВД, милиции, военнослужащие), которых называли самоохраной или самонадзором. На 1 января 1939 г. количество таких стрелков достигало 25 тыс. человек, к началу 1940 г. — до 12 115 человек.

### Стрелок ведомственной охраны (в Российской Федерации) (с 1999)
В Российской Федерации после преобразования военизированной охраны в 1999 году в ведомственную охрану профессия «стрелок» сохранилась, в основном в государственной ведомственной охране Минобороны России, Минтранса России и других федеральных органов исполнительной власти, имеющих право на создание ведомственной охраны. В отличие от охранников частных охранных организаций стрелки могут быть вооружены боевым ручным стрелковым оружием для исполнения возложенных на них федеральным законом обязанностей по охране особо важных объектов, а также при транспортировании особо опасных грузов, оружия, боеприпасов и др.

### Стрелок ФГУП «Охрана» Росгвардии (ранее ФГУП «Охрана» МВД России)
Стрелки, старшие стрелки, стрелки-водители входят в штатное расписание ФГУП «Охрана» Росгвардии (ранее — ФГУП «Охрана» МВД России).

### Юные стрелки
С марта 1930 года подразделения Военизированной охраны путей сообщения НКПС СССР осуществляли задержание и санитарную обработку беспризорных детей, передвигающихся по железным дорогам, обеспечивали их питанием и культурным досугом. В штат Военизированной охраны входили педагоги-воспитатели, осуществляющие свою деятельность в вагонах или комнатах-приемниках.
По инициативе стрелков и командиров при казармах подразделений охраны из беспризорных создавались отдельные группы и с помощью работников народного просвещения их обучали различным профессиям. Почти в каждом подразделении были свои воспитанники. Им выдавали форменную одежду, принимали на все виды довольствия, они посещали вместе со стрелками занятия и выполняли посильную работу.
Даже после того, как детские приемники на транспорте были упразднены, юные стрелки оставались в подразделениях охраны, служили в них до начала Великой Отечественной войны. Известно немало случаев, когда юные стрелки находились в подразделениях охраны до призывного возраста, уходили служить в армию и снова приходили работать в охрану уже настоящими стрелками и командирами.

## Факты, имеющие отношение к стрелкам
На средства работников военизированной охраны Сталинской (ныне — Донецкой) области Украины был построен самолет Поликарпов И-3 с надписью на борту: «СТРЕЛОК ВОХР СТАЛИНЩИНЫ». Данная машина числилась в составе 5-й авиабригады Киевского военного округа. Пилотировал самолет летчик Кирилл Снегуров (1928 год).
19 февраля 1928 года, накануне празднования десятилетия Красной Армии, делегация Управления Охраны Путей Сообщения НКПС СССР на аэродроме в Ленинграде передала самолет № 3000 «Красный стрелок охраны транспорта» командованию Ленинградского военного округа, приобретенный на средства сотрудников охраны.